# Phialocladus zsoltii
Phialocladus zsoltii är en svampart som beskrevs av Kreisel 1972. Phialocladus zsoltii ingår i släktet Phialocladus, ordningen köttkärnsvampar, klassen Sordariomycetes, divisionen sporsäcksvampar och riket svampar.   Inga underarter finns listade i Catalogue of Life.